# فوجی اوکاموتو
فوجی اوکاموتو (انگلیسی: Fuji Okamoto; ۴ ژوئیهٔ ۱۹۰۵ – ۴ ژانویهٔ ۱۹۸۴) بوکسور اهل ژاپن بود.